# Léptis Magna
Léptis Magna (em púnico: Lpqy; em grego: Νεάπολις; romaniz.: Neápolis; em latim: Leptis Magna, Lectis Magna ou Lepcis Magna), também conhecida como Léptis Altera (Leptis Altera, "Outra Léptis", em referência à Léptis Parva) ou ainda Lebida ou Lebda pelos locais, foi uma próspera cidade do Império Romano. Suas ruínas estão situadas em Homs, Líbia, 130 quilômetros ao leste de Trípoli. Era uma das mais belas cidades do Império Romano, devido a Septímio Severo, que a aumentou e embelezou, erguendo imponentes edifícios públicos, um porto, um mercado, armazéns, lojas e bairros residenciais.

## História

### Período púnico
A cidade provavelmente  foi fundada por colonos fenícios em 1 100 a.C., embora não tivesse a mesma importância que Cartago, que se transformou na potência principal do mar Mediterrâneo no século IV a.C. Fez parte do estado de Cartago até a Segunda Guerra Púnica. Em 146 a.C. foi anexada à República Romana.

### Período romano - auge e declínio
Léptis Magna remanesceu assim até o governo do imperador romano Tibério, quando a cidade foi incorporada no império como parte da província romana da África.
Logo se transformou  na terceira cidade mais importante de África romana. O auge é atingido durante a dinastia dos Severos. O imperador Septímio Severo, nascido em Leptis, vai favorecer a sua cidade natal e patrocinar o seu engrandecimento em grande escala e em grande estilo. O palácio de Leptis Magna foi construído nesta época, pelo imperador.
Durante a crise do século III, com o declínio do comércio no Império Romano, a importância de Léptis Magna também caiu, na metade do século IV, as principais partes da cidade tinham sido abandonadas.
Procópio de Cesareia, historiador bizantino contemporâneo de Justiniano, comentou que Léptis Magna passou de uma cidade larga e populosa para uma cidade abandonada em sua maior parte, e quase toda coberta de areia.

### Período vândalo

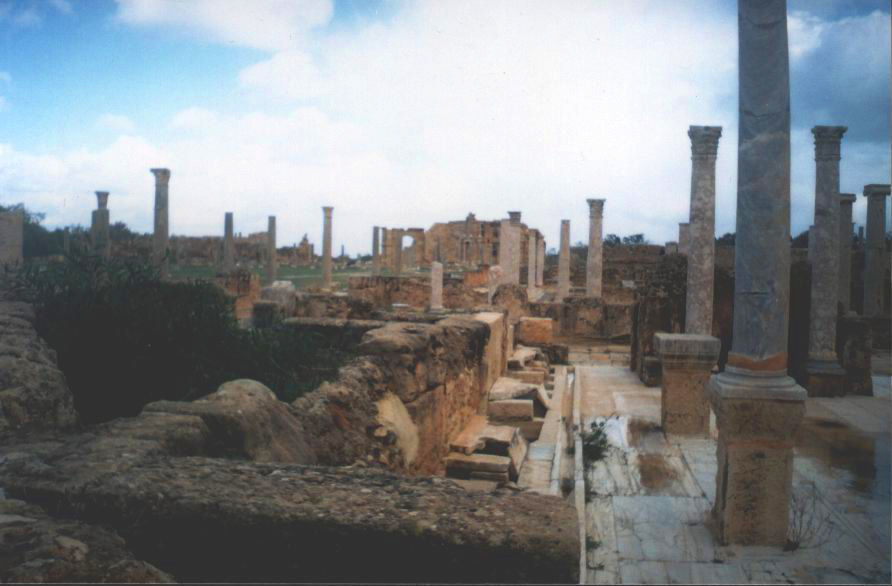
As ruínas de Léptis Magna em Homs, Líbia

Devido à anarquia militar, Leptis Magna e a maioria das cidades da Tripolitânia estavam desprotegidas. Em 439 os vândalos invadiram o Império Romano fundando um reino no Norte da África, tendo Cartago como capital. Leptis Magna passou a fazer parte do Reino dos Vândalos.
Em 523 um grupo de incursores Berberes saqueiam a cidade. Os mouros, da tribo dos leuatas, derrotaram os vândalos, e deixaram a cidade sem habitantes.

### Período bizantino
Em 534 o general bizantino Belisário reconquistou Leptis Magna e destruiu o Reino dos Vândalos. A cidade foi anexada ao Império Bizantino, e Leptis Magna convertida a capital de província, porém nunca se recuperou da destruição causada pelos berberes na cidade.
Justiniano reconstruiu a muralha da cidade, porém menor do que ela era antes, de forma que fosse mais fácil protegê-la dos ataques e da areia. O imperador dedicou uma igreja a Maria, mãe de Jesus (literalmente, no texto de Procópio, Mãe de Deus), e construiu mais quatro igrejas. O palácio, construído por Septímio Severo, que estava em ruínas, foi reconstruído. Justiniano também construiu banhos públicos na cidade.
Em 650 os árabes dominaram a Tripolitania.

### A morte de uma cidade

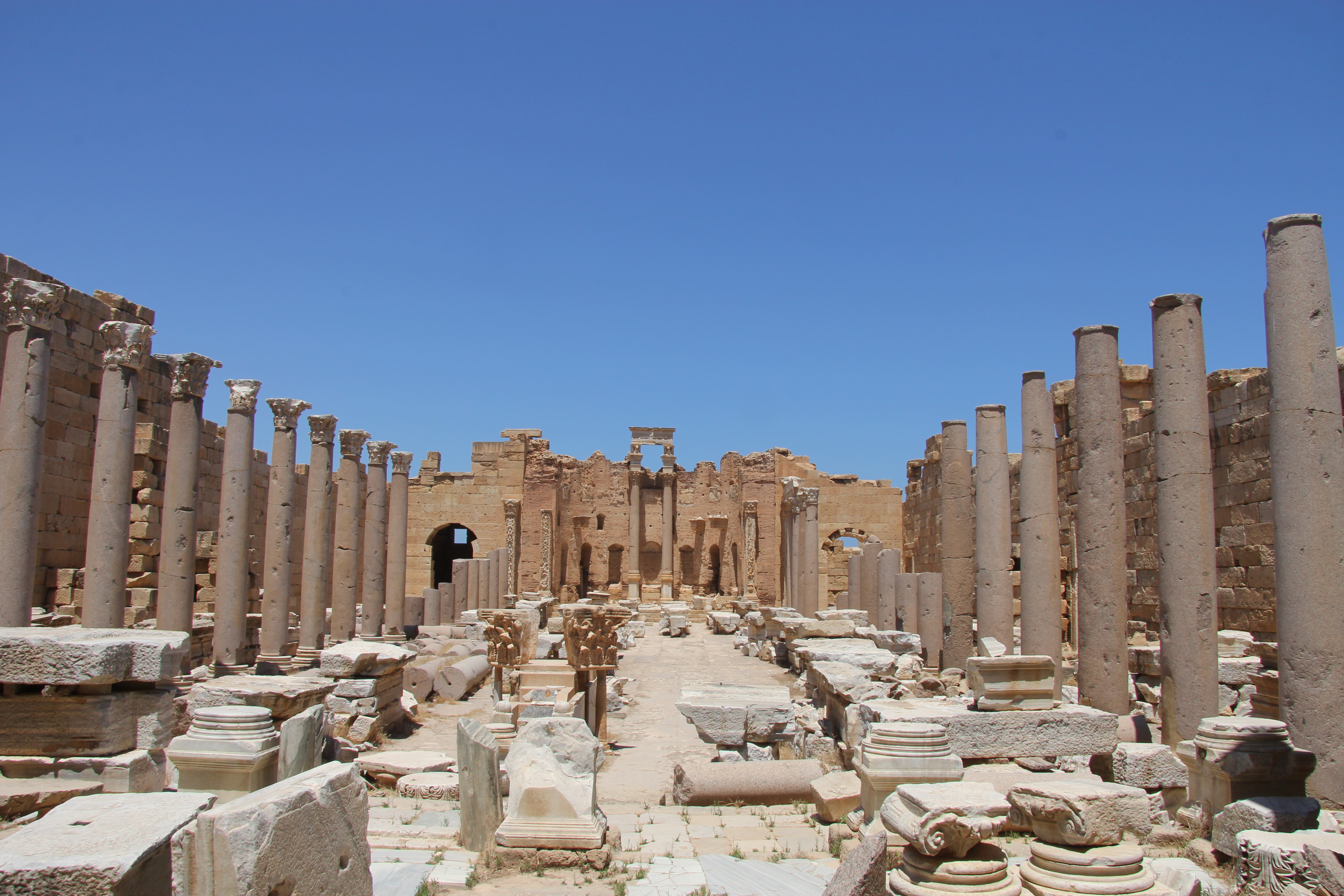
Ruínas da cidade de Léptis Magna.

A invasão árabe, que atingiu velozmente o norte de África depois da derrota de Bizâncio frente aos muçulmanos, vem apenas concluir um processo de declínio e de apagamento de uma grande e importante rede de grandes cidades. A desolação é geral e a areia invadirá Leptis. O prestígio e a sumptuosidade dos seus materiais de construção vão transformar o sítio de Leptis numa fonte de lucro. Parte dos mármores do Palácio de Versalhes foi retirada de Leptis[carece de fontes?]. A partir dos anos 1920 foi escavada sistematicamente.

## Galeria

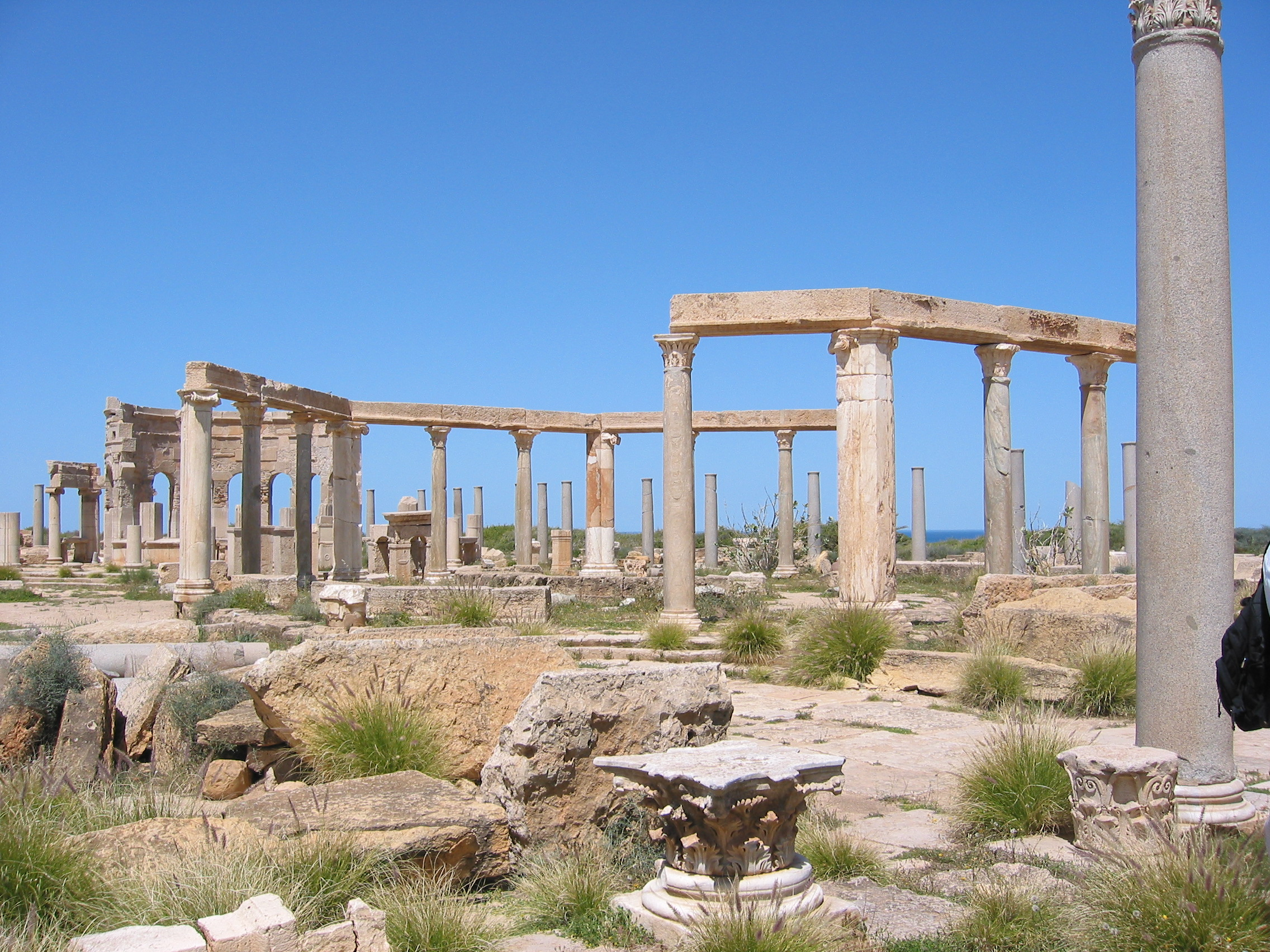
Mercado.
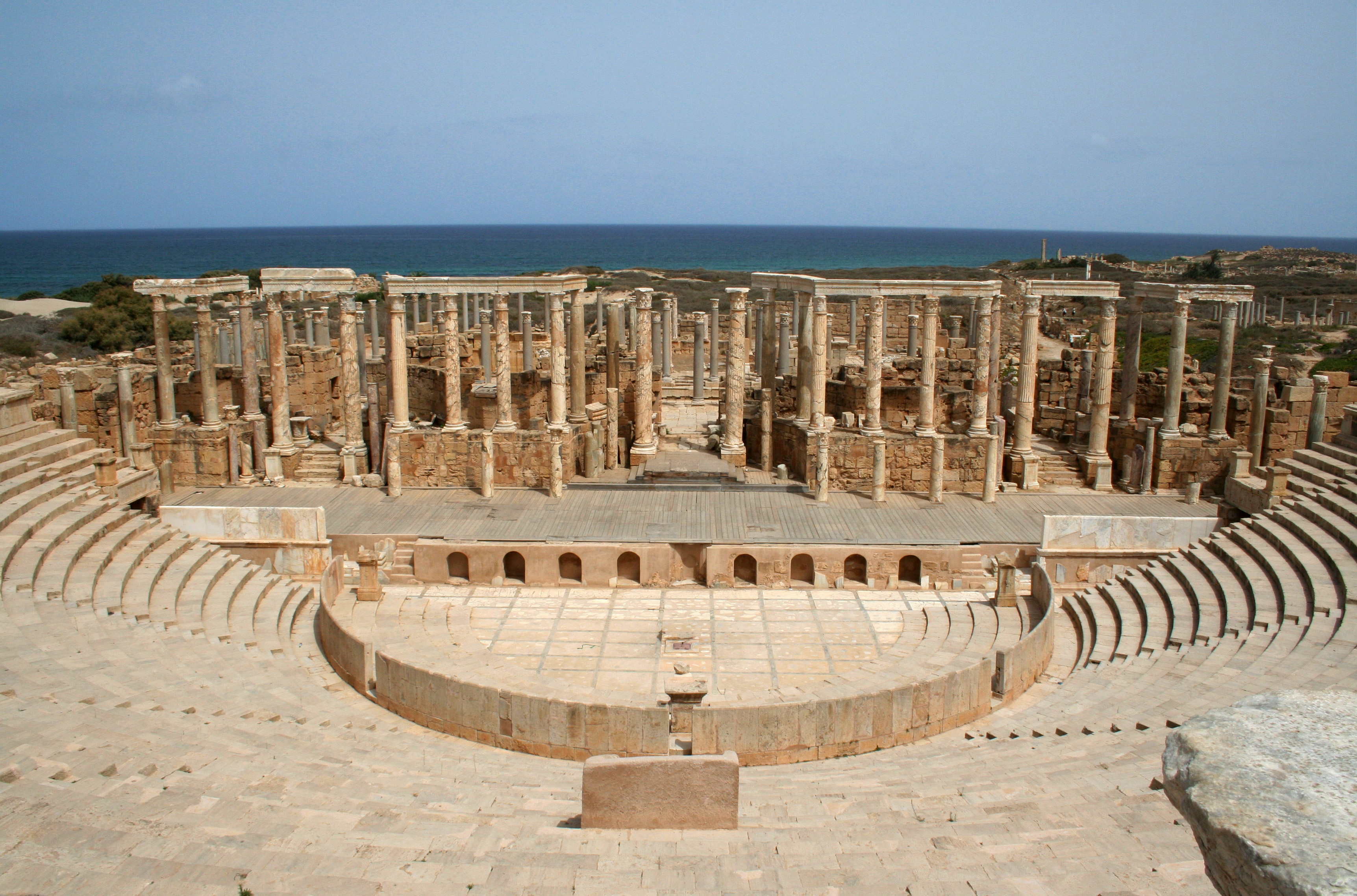
Teatro.
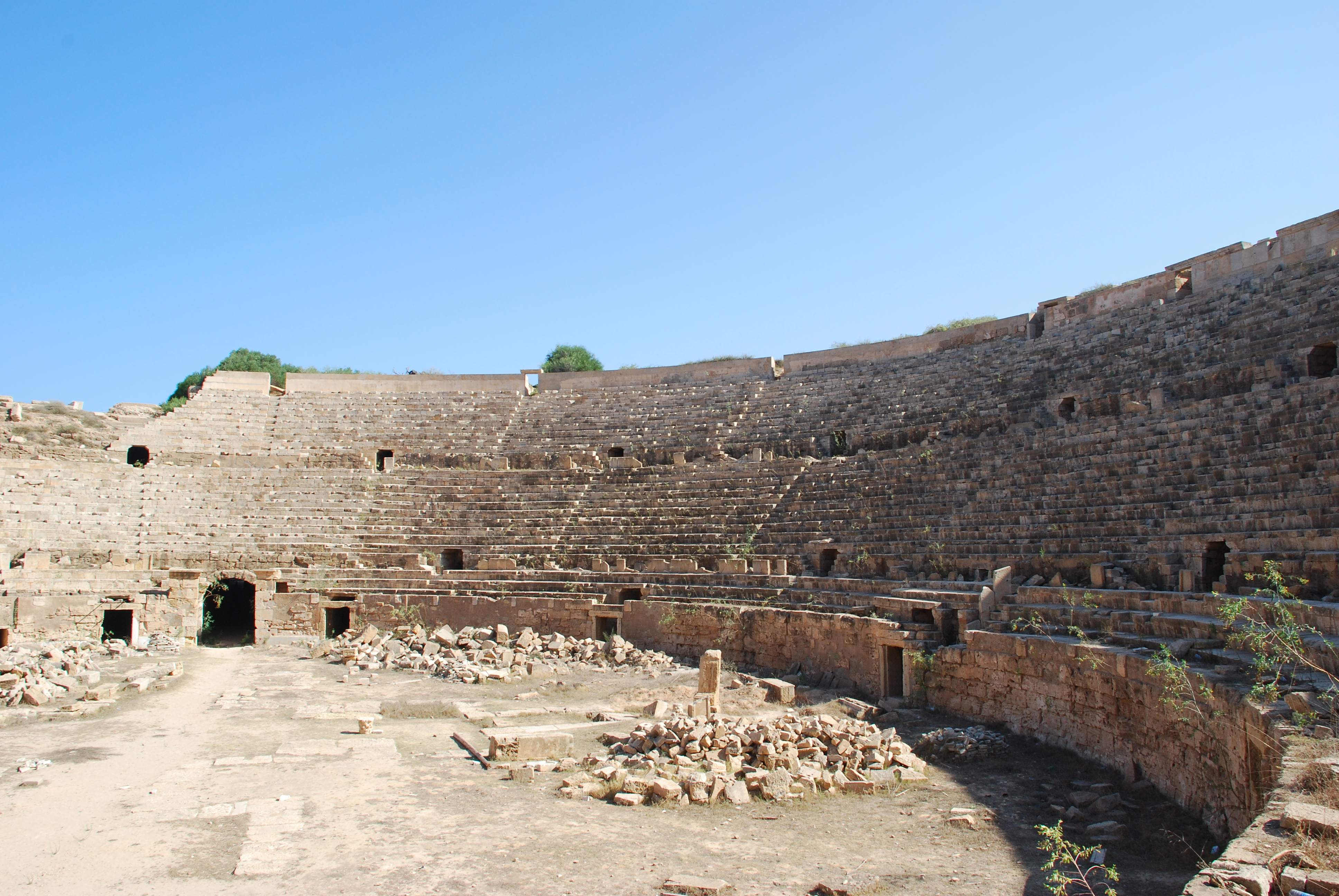
Anfiteatro.